# Пандо Кицов
Пандо Кицов Алипашов е български революционер, деец на Вътрешната македонска революционна организация.

## Биография
Пандо Кицов се присъединява към ВМРО и е назначен за войвода в Солунския революционен окръг. По-късно действа като нелегален в Леринско. В началото на 1928 година се намира в Албания заедно с Петър Шанданов и Борис Изворски.
След убийството на Александър Протогеров през 1928 година минава на страната на протогеровистите заедно с окръжния председател Михаил Шкартов. Участва в протогеровистката експедиция към Петрички окръг, като четата им е разбита при Юндола от михайловистката чета на Георги Настев и Стоян Вардарски. Убит е в края на август 1928 година в Пирин край Банско.
- Четата на Пандо Струмишки (в средата) и Пандо Кицов (четвърти отпред)
- Кръстьо Сетински, неизвестен, Пандо Кицов и Пандо Струмишки